# پرتره یک تحصیلدار
پرترهٔ یک تحصیلدار (به ایتالیایی: Ritratto di un collezionista)، اثر نقاش شیوه گرای ایتالیایی قرون وسطی جیرولامو فرانچسکو ماریا ماتزولا معروف به پارمیجانینو است. وی این تابلو را در ۱۵۲۴ میلادی خلق نموده‌است.
تابلوی مذکور هم‌اکنون در گالری ملی لندن در انگلستان نگهداری می‌گردد. این اثر به با ابعاد ۸۶ در ۹۴ سانتی‌متر و به صورت رنگ روغن کار شده‌است.